# Ворона індійська
Ворона індійська (Corvus splendens) — вид горобцеподібних птахів роду крук (Corvus) родини воронових (Corvidae).

## Поширення
Вид зустрічається у Південній та Південно-Східній Азії. Завжди приурочений до людських поселень і ареал постійно розширюється (зокрема, зустрічається в Ізраїлі та Єгипті) , адже вид призвичаївся до життя поруч з людьми. В Європейському Союзі включено до списку чужорідних інвазійних видів. Птахи, що зібралися в стаю, можуть представляти проблему для людини.

## Опис
Тіло сягає близько 40 см завдовжки, самиці менші за самців. Груди та шия сірого забарвлення, решта тіла чорного кольору з фіолетовим або зеленим відблиском. Крила, дзьоб та ноги — чорні.

## Спосіб життя

### Живлення
Всеїдний вид. До раціону входять різні дрібні тварини: комахи, плазуни, гризуни), поїдає також фрукти, зерна та яйця птахів. Полюбляє живитись на смітниках.

### Розмноження

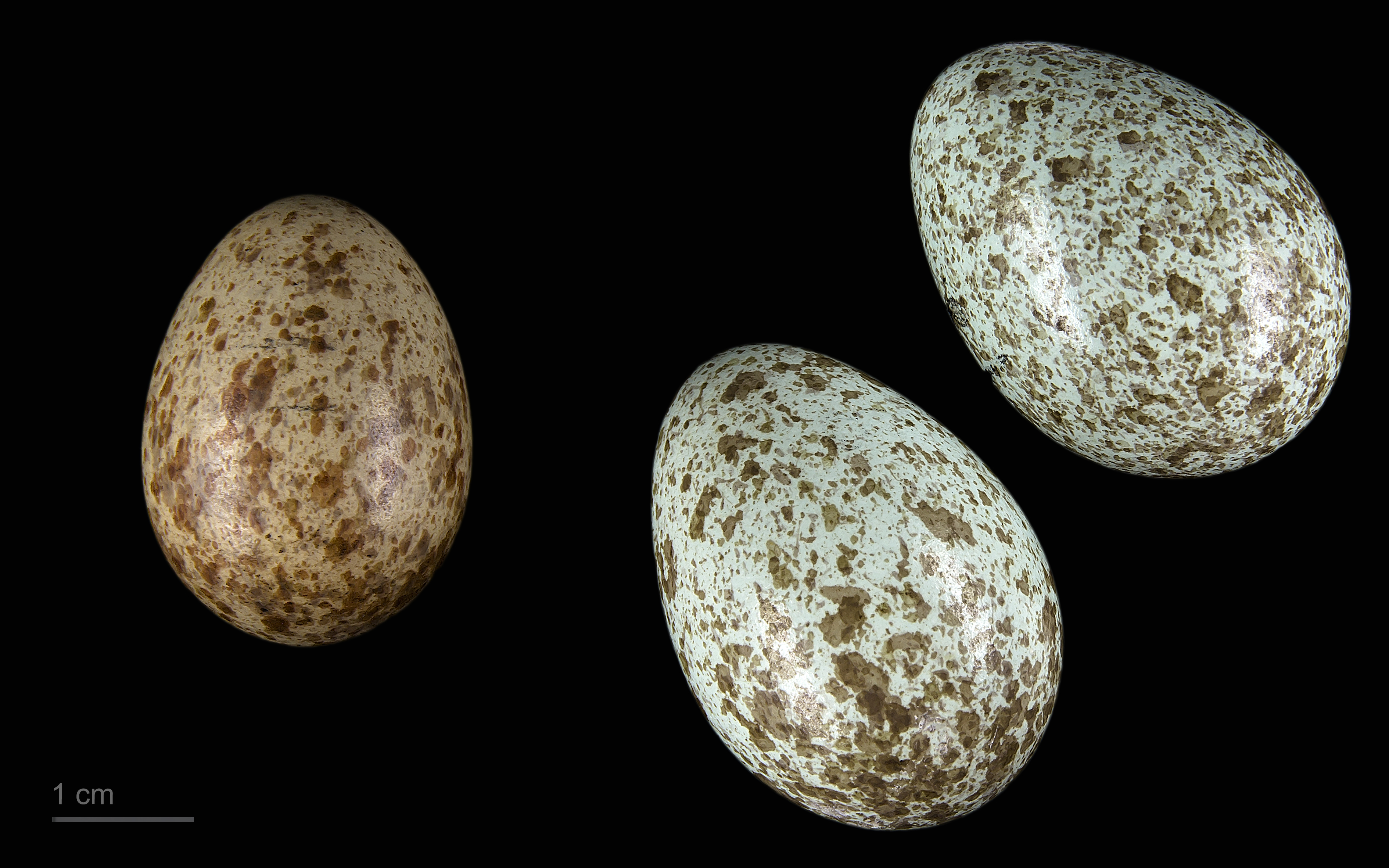
яйце Eudynamys scolopaceus + Corvus splendens - Тулузький музей

Гніздиться на високих деревах та електричних стовбах. Гніздо будує з гілок. У кладці 4-6 блакитних яєць з коричневими цятками. Пік сезону гніздування в Індії та Малайзії припадає на період з квітня до липня.